# کاروانسرای دالکی
کاروانسرای دالکی واقع در شهر دالکی از توابع بخش مرکزی شهرستان دشتستان یکی از کاروانسراهای تاریخی و از نقاط دیدنی استان بوشهر در جنوب ایران است. کاروانسرا در ۲۳ کیلومتری شمال برازجان، راه قدیمی شیراز به بوشهر واقع شده و در تاریخ ۱۳۷۷/۰۵/۱۱ با شمارهٔ ثبت ۲۰۸۳ به‌عنوان یکی از آثار ملی ایران به ثبت رسیده‌است.

## مشخصات
این کاروانسرا در ۲۳ کیلومتری شمال شهر برازجان و در کنار راه قدیمی شیراز به بوشهر و در وسط شهر دالکی از اواخر دورهٔ قاجاریه بر جای مانده‌است.
این بنا به‌دستور مشیرالدوله والی وقت فارس و توسط شخصی به نام محمد رحیم بنا شد که از جمله بناهای حیاط دار چهار ایوانی و فرم رایج معماری وقت در آن رعایت شده‌است. حیاط مرکزی آن دارای ابعادی در اندازه ۷/۳۰ × ۳۰/۶۰ است. پیرامون کاروانسرا دو ردیف بنا وجود دارد که در بخش پیشین اتاقهایی موجود است که بدون واسطه به داخل حیاط راه می‌یابند. این اتاق‌ها یک اتاقک کوچک را نیز در پیش دارند. در بخش پشتی تالارهای ستونداری به منظور اصطبل ایجاد شده‌است. عمده مصالح تشکیل دهنده آن قلوه‌سنگ‌های رودخانه‌ای و ملات گچ است. در چهار گوشه بیرونی کاروانسرا برج‌هایی قرار گرفته که به وسیله درگاه کوچکی به فضای داخلی کاروانسرا راه پیدا می‌کردند. این برج‌های مدور دارای تزیینات گچبری هستند. به منظور دید پاسداران کاروانسرا، روزنه‌هایی در این برج‌ها منظور شده‌است. این بنای یک‌طبقه‌ای در چندین مرحله مورد مرمت واقع شده‌است.